# Жозеф де Лоррен, граф д’Аркур
Жозеф де Лоррен (Анн Мария Жозеф; 30 апреля 1679, Королевство Франция — 29 апреля 1739, Париж) — французский аристократ, граф д’Аркур (1718—1739), член рода Гизов, младшей линии Лотарингского дома.

## Биография
Старший сын Альфонса Анри де Лоррена (1648—1718), графа д’Аркура, и Марии Франсуазы де Бранкас (ум. 1715).
С рождения носил титул принца де Гиза, а после смерти отца в 1718 года унаследовал титул графа д’Аркура.
2 июля 1705 года женился на Марии Луизе Жанне де Кастилле (1680—1735), от брака с которой у него было четверо детей.
В 1739 году 59-летний Жозеф де Лоррен, граф д’Аркур. Его потомками по женской линии были герцоги де Ноай через его внучку Марию Шарлотту де Ля Тур д’Овернь (1729—1763), принцессу де Бове, жену Шарля де Бове (1720—1793), принца де Краона

## Дети
- Луиза Генриетта Франсуаза де Лоррен[фр.] (1707 — 31 марта 1737), жена с 1725 года Эммануэля Теодосе де Ла Тур д’Овернь (1668—1730), герцога Бульонского
- Мария Елизавета София де Лоррен[фр.] (1710 — 2 августа 1740), муж с 1734 года Луи Франсуа Арман дю Плесси (1696—1788), герцог де Ришельё
- Луи де Лоррен (17 декабря 1720 — 20 июня 1747), принц д’Аркур (1739—1747), не женат и бездетен
- ребёнок (январь — май 1721).